# Margarita D'Amico
Margherita d'Amico (Caracas, Venezuela, 20 de agosto de 1938-Caracas, 12 de octubre de 2017) fue una periodista, profesora e investigadora venezolana que dejó huella en la crítica de arte y el periodismo cultural de su país.

## Trayectoria
Licenciada en Periodismo y en Letras de la Universidad Central de Venezuela en 1961, con un postgrado en Información Audiovisual en la Universidad de París en 1964. Se hizo profesora jubilada de la Escuela de Comunicación Social de la U.C.V. 
Autora del libro Lo Audiovisual en Expansión (Monte Ávila Editores, 1971), y de varias columnas publicadas en el diario El Nacional, entre ellas, Videosfera, Los novelistas invisibles, Sí y No, Espacios, La Nueva Música, y en El Universal, Vanguardia Hipersónica.
Realizadora de las series de programas televisivos Arte y Ciencia y Pioneros, transmitidos por los canales 5 y 8 de Venezolana de Televisión, así como del programa de radio Vanguardia Hipersónica, por Radio Caracas Radio. 
Organizadora de varios talleres y festivales de video en Venezuela y en el exterior. Investigadora de los nuevos medios y realizadora del Proyecto Arte y Ciencia, con el programa piloto Creando con los Polímeros  (IVIC, 1981). 
Hasta sus últimos días realizaba una investigación sobre imágenes producto de tecnologías científicas, sus posibilidades expresivas y de comunicación, y otra sobre estéticas y comunicación en la contemporaneidad. Fue colaboradora con la Revista Comunicación del Centro Gumilla y con la línea de investigación Cultura Visual del Centro de Investigación y Formación Humanística (CIFH) de la Universidad Católica Andrés Bello. A través de la UCAB ha publicado su archivo histórico denominado La bohemia hipermediática.

## Entrevistas
Algunos personajes entrevistados por la periodista:
| - Andy Warhol - Marshall McLuhan - Charlotte Moorman - John Cage - Nam June Paik - Harry Partch - Viva - Shirley Clarke - Pat Metheny - Dennis Oppenheim - Stephen Beck - Roman Polanski - Alain Delon - Josephine Baker - Geraldine Chaplin - Marcel Marceau - Gérard Philipe - Joris Ivens - Bill Viola - Phil Niblock - Jonas Mekas - Elaine Summers - Doris Chase - Fred Forest - Carl Lee - Tsai - Shigeko Kubota - Morton Subotnick - Robert Ashley - Kenneth Gaburo - Joseph Beuys | - Genevieve Bujold - Barrington Nevitt - Fidel Castro - Robert Kennedy - Allan Kaprow - Albert Schweitzer - Richard Neutra - Takehisa Kosugi - Natalie Wood - Pauline Oliveros - Eldridge Cleaver - Jorge Luis Borges - Gabriel García Márquez - Julio Le Parc - Fernando del Paso - José Luis Cuevas - Leopoldo Torre Nilson - Beatriz Guido - Mercedes Sosa - Santiago Álvarez - Raquel Revueltas - Adalberto Álvarez - Arturo Sandoval - Montserrat Caballé - Paco de Lucía - Paloma San Basilio - Paco Ibáñez - Joan Manuel Serrat - Antonio Muntadas - Antonio Miralda | - Alfredo Di Stéfano - Benjamín Carrión - Joaquín Riviera - Jorge Glusberg - Rafael Alberti - Alejandro Otero - Jesús Soto - Carlos Cruz-Diez - Rolando Peña - Pedro León Zapata - Rubén Núñez - Renny Ottolina - Alfredo Del Mónaco - Miguel Otero Silva - Luisa Palacios - Diego Rísquez - Fredy Reyna - Soledad Bravo - Carola Ravel - Marcel Roche - Mercedes Pardo - María Teresa Torras - Alfredo Cortina - Juanito Martínez Delgado - Juanito Martínez Pozueta - Jaime Albánez - Carlota Blanco Tovar - Thea Segall - Freddy León - Sonia Sanoja |

## Publicaciones
- D'Amico, Margarita (1970). Cine-verdad, tele-verdad : introducción al gran periodismo televisivo, con testimonios de varios realizadores. UCV. Caracas, Venezuela.
- D'Amico, Margarita (1970). Información Audiovisual: Introducción a la información radiofónica, cinematográfica y televisiva. Escuela de Comunicación Social, UCV. Caracas, Venezuela.
- D'Amico, Margarita (1971). Lo audiovisual en expansión. Monte Ávila Editores. Caracas, Venezuela.
- D'Amico, Margarita (1975). El noticiero de televisión: apuntes de Periodismo Televisivo I. Escuela de Comunicación Social, UCV. Caracas, Venezuela.